# Onychorhynchidae
Los onicorrínquidos (Onychorhynchidae) son una familia de aves paseriformes del suborden Tyranni, que habitan en la América tropical (Neotrópico), cuyas áreas de distribución se encuentran desde México hasta el norte de Bolivia y sureste de Brasil, en selvas húmedas de baja altitud. La taxonomía de las especies de esta familia siempre fue muy controvertida, y originalmente fueron situadas en la familia Tyrannidae; otras clasificaciones las sitúan en la familia Oxyruncidae, como Clements Checklist/eBird o en Tityridae, como el Congreso Ornitológico Internacional (IOC) y Aves del Mundo, esta última como una subfamilia Onychorhynchinae.

## Taxonomía
Los amplios estudios genético-moleculares realizados por Tello et al. (2009) descubrieron una cantidad de relaciones novedosas dentro del suborden Tyranni que todavía no están reflejadas en la mayoría de las clasificaciones, confirmados por los estudios de Ohlson et al. (2013). Según el ordenamiento propuesto, los géneros Onychorhynchus, Myiobius y Terenotriccus se agrupan en una nueva  familia propuesta Onychorhynchidae. El Comité Brasileño de Registros Ornitológicos (CBRO) y Avibase ya adoptan dicha familia.
El Comité de Clasificación de Sudamérica (SACC), con base en los estudios citados y en las evidencias presentadas en el estudio de Oliveros et al. (2019), que demostraron que los géneros Onychorhynchus y Myiobius divergieron del resto de Tyrannidae alrededor de 23 mya (millones de años atrás) en el Mioceno temprano, finalmente aprobó la nueva familia en la parte A de la Propuesta no 827.

### Cladograma propuesto para la familia Onychorhynchidae
De acuerdo a Ohlson et al. 2013, queda así la posición y composición de la familia:
|                          | Pipridae |
|                          | |
|                          | Cotingidae |
|                          | |
| Superfamilia Tyrannoidea | \| \| Oxyruncidae \| \| \| \| \| \| Onychorhynchidae: Onychorhynchus, Myiobius, Terenotriccus \| \| \| \| \| \| Tityridae \| \| \| \| \| \| Pipritidae \| \| \| \| \| \| Platyrinchidae \| \| \| \| \| \| Tachurisidae \| \| \| \| \| \| Rhynchocyclidae \| \| \| \| \| \| Tyrannidae \| \| \| \| |
|                          | \| \| Oxyruncidae \| \| \| \| \| \| Onychorhynchidae: Onychorhynchus, Myiobius, Terenotriccus \| \| \| \| \| \| Tityridae \| \| \| \| \| \| Pipritidae \| \| \| \| \| \| Platyrinchidae \| \| \| \| \| \| Tachurisidae \| \| \| \| \| \| Rhynchocyclidae \| \| \| \| \| \| Tyrannidae \| \| \| \| |
|                          | Oxyruncidae |
|                          | |
|                          | Onychorhynchidae: Onychorhynchus, Myiobius, Terenotriccus |
|                          | |
|                          | Tityridae |
|                          | |
|                          | Pipritidae |
|                          | |
|                          | Platyrinchidae |
|                          | |
|                          | Tachurisidae |
|                          | |
|                          | Rhynchocyclidae |
|                          | |
|                          | Tyrannidae |
|                          | |

|  | Oxyruncidae                                               |
|  |                                                           |
|  | Onychorhynchidae: Onychorhynchus, Myiobius, Terenotriccus |
|  |                                                           |
|  | Tityridae                                                 |
|  |                                                           |
|  | Pipritidae                                                |
|  |                                                           |
|  | Platyrinchidae                                            |
|  |                                                           |
|  | Tachurisidae                                              |
|  |                                                           |
|  | Rhynchocyclidae                                           |
|  |                                                           |
|  | Tyrannidae                                                |
|  |                                                           |

Cada uno de los taxones geográficamente o de plumaje distintos dentro de Onychorhynchus han sido originalmente descritos como especies separadas, pero han sido generalmente unidos en una única especie por diversos autores, o separados en cuatro especies diferentes por otros. Sin embargo, las vocalizaciones parecen ser similares para todos con excepción de O. swainsoni, segundo los estudios de Harvey et al. (2020) la divergencia más profunda sería entre swainsoni y los otros. Con base en estas evidencias, tanto el IOC (que reconocía cuatro especies) como Clements/eBird (que reconocía solo una) desde el año 2023 reconocen la existencia de dos especies separadas (O. coronatus y O. swainsoni). Los recientes y posteriores estudios de Reyes et al. (2023) no solamente refuerzan esta antigua divergencia como también sugieren otras futuras separaciones.

## Lista sistemática de géneros y especies
Los nombres vulgares en español son los adoptados por la Sociedad Española de Ornitología (SEO), salvo los que están entre paréntesis.
| Imagen | Género / Autor                            | Especies / Nombres comunes |
| ------ | ----------------------------------------- | --- |
|        | Onychorhynchus Fischer von Waldheim, 1810 | - Onychorhynchus coronatus – mosquero real amazónico; - Onychorhynchus (coronatus) mexicanus – (mosquero real centroamericano); - Onychorhynchus (coronatus) occidentalis – (mosquero real pacífico); - Onychorhynchus (coronatus) swainsoni – (mosquero real atlántico). |
|        | Myiobius G.R. Gray, 1839                  | - Myiobius villosus – moscareta vellosa; - Myiobius sulphureipygius – moscareta culiamarilla; - Myiobius barbatus – moscareta barbada; - Myiobius atricaudus – moscareta colinegra.                                                                                       |
|        | Terenotriccus Ridgway, 1905               | - Terenotriccus erythrurus, mosquerito colirrojo. |